# Pedro Juan Caballero
Pedro Juan Caballero este un oraș din departamentul Amambay, Paraguay.